# Eppure sogno un dolce amore
Eppure sogno un dolce amore (それでも、やさしい恋をする?, Soredemo yasashii koi o suru, lett. "Tuttavia, amami teneramente") è un manga yaoi scritto e disegnato da Kou Yoneda e distribuito in Giappone dalla casa editrice Taiyo Tosho. La serie è il sequel del manga Non mi farò coinvolgere, sempre dello stesso autore.

## Trama
Harumi Deguchi si rende conto di essersi innamorato di Ryo Onoda, ma dal momento che il ragazzo è etero, lui pensa di accontentarsi di essergli amico, ma lentamente dovrà fare i conti con le sue insicurezze ed emozioni.